# Олигопсон
Олигопсон (от древногръцкото: ὀλίγοι (oligoi) „няколко“, ὀψωνία (opsōnia) „закупуване“) е форма на пазара, при която броят купувачи е по-малък от броя на продавачите. Това обикновено се случва, когато конкретен пазар има повече доставчици, конкуриращи се да продадат своя продукт на по-малък брой (често по-големи и по-мощни) купувачи . Това контрастира с олигопола, където има много купувачи, но малко предоставящи продукта или услугата. Олигопсонията е форма на несъвършена конкуренция.